# Uretjtja
Uretjtja (belarusiska: Урэчча) är en köping i Belarus. Den ligger i Ljuban rajon i Minsks voblast, i den centrala delen av landet, 110 km söder om huvudstaden Mіnsk. Uretjtja ligger 146 meter över havet och antalet invånare är 2 959.

## Natur och klimat
Terrängen runt Uretjtja är mycket platt. Närmaste större samhälle är Ljuban, 18,2 km söder om Uretjtja.
I omgivningarna runt Uretjtja växer i huvudsak blandskog. Runt Uretjtja är det ganska glesbefolkat, med 22 invånare per kvadratkilometer.